# Ідаліс Ортіс
Ідаліс Ортіс  (ісп. Idalys Ortíz, 27 вересня 1989) — кубинська дзюдоїстка, олімпійська медалістка.

## Виступи на Олімпіадах
| Олімпіада   | Дисципліна      | Місце |
| ----------- | --------------- | ----- |
| Пекін 2008  | важка категорія | 3     |
| Лондон 2012 | важка категорія | 1     |
| Ріо 2016    | важка категорія | 2     |
| Токіо 2020  | важка категорія | 2     |